# Hubice
Hubice, do roku 1948 Gomba (maď. Nemesgomba) jsou obec na Slovensku v okrese Dunajská Streda.

## Historie
První písemná zmínka o obci pochází z roku 1293, kdy je uváděna jako Gumba. Část patřila několika zemanským rodinám, část byla kmenovým majetkem Gombayovců, který zde měli opevněný kaštel. V roce 1666 zde arcibiskup Juraj Pohronec-Slepčiansky zřídil manufakturu pro výrobu sukna (která po jeho smrti zanikla), dal vybudovat rybníky a zavedl rozsáhlý chov ovcí. Majitel velkostatku Wiener (později Wiener von Welten) zde v 19. století postavil hřebčín a zavedl chov koní. V letech 1938 až 1945 byla obec připojena k Maďarsku.

## Pamětihodnosti
- Římskokatolický kostel Navštívení Panny Marie, jednolodní románská stavba s pravoúhlým ukončením presbytáře a představenou věží, z první poloviny 13. století. Gotickou úpravou prošel kolem roku 1449, kdy byl nově zaklenut, vznikla nová sakristie a zvenku byl doplněn o opěrné pilíře. V tomto období vznikl také portál kostela. Dalšími úpravami kostel prošel v 17. a 18. století, ze kterého pochází hlavní oltář. Loď kostela je plochostropá, v presbytáři je valená klenba a v sakristii křížová klenba. Na východním štítu lodi se dochoval pozdně románský kamenný kříž.[3][4]
- Velký zámeček, dvoupodlažní dvoutraktová klasicistní stavba na půdorysu obdélníku, z období po roce 1830. Stojí na místě starší, pravděpodobně renesanční stavby. Úpravami prošel v letech 1888-1891, 1902 a po druhé světové válce. V interiéru je reprezentativní sloupová síň se slepými arkádami a schodiště s empírovým zábradlím. Fasádě členěné kordonovou římsou dominuje tříosý portikus ukončený trojúhelníkovým štítem s tympanonem s reliéfním erbem rodiny Wiener von Welten. Kolem zámečku se nachází rozsáhlý krajinářský park se vzácnými dřevinami.[5]
- Malý zámeček, dvoupodlažní klasicistní stavba na půdorysu oválu s bočními přízemními křídly, ze začátku 19. století. Nachází se v blízkosti Velkého zámečku, v areálu krajinářského parku. Fasády zámečku jsou členěny okny se šambránami a okenicemi. Průčelí dominuje tříosý portikus s balkonem.[6]
- Mauzoleum rodiny Wiener von Welten, jednopodlažní jednoprostorová historizující stavba z roku 1901. Nachází se v areálu hubického parku (39 ha). Stavbě dominuje tříosý sloupový portikus s trojúhelníkovým štítem s tympanonem inspirovaný staroegyptskou architekturou.[7]